# Lasiodiamesa brusti
Lasiodiamesa brusti är en tvåvingeart som beskrevs av Ole Anton Saether 1969. Lasiodiamesa brusti ingår i släktet Lasiodiamesa och familjen fjädermyggor. Inga underarter finns listade i Catalogue of Life.